# Chambost-Allières
Chambost-Allières is een gemeente in het Franse departement Rhône (regio Auvergne-Rhône-Alpes) en telt 751 inwoners (2005).
De gemeente maakt deel uit van het arrondissement Villefranche-sur-Saône. Tot het in maart 2015 werd opgeheven behoorde de gemeente tot het kanton Lamure-sur-Azergues, sindsdien valt het onder het kanton Tarare.

## Geografie
De oppervlakte van Chambost-Allières bedraagt 14,0 km², de bevolkingsdichtheid is 53,6 inwoners per km².
De onderstaande kaart toont de ligging van Chambost-Allières met de belangrijkste infrastructuur en aangrenzende gemeenten.

## Demografie
Onderstaande figuur toont het verloop van het inwonertal (bron: INSEE-tellingen).